# Woensel

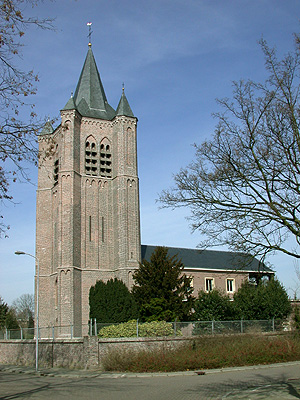
Oude Toren (gamla tornet) i Woensel

Woensel är en stadsdel i Eindhoven, Nederländerna. Det var en egen kommun till 1920, när den sammanslogs med Eindhoven Stad. I dag är stadsdelen en stor förort som utvecklades mestadels mellan 1950 och 1990. Stadsdelen har omkring 110.000 invånare.

## Etymologi
Namnet Woensel härstämmer från  1100-talet och kan delas upp som wodan (Odin) och sele (sala) eller loo (lund). På svenska skulle namnet därför kunna vara Odinsala eller Odinslund.

## Historia
Arkeologisk utredning tyder på att platsen redan var bebodd mellan 550 e.Kr och 900 e.Kr. Woensel omnämns för första gången år 1107, när påven Paschalis II bekräftar att orten och kyrkan har administrativ tillhörighet till Sint-Truiden. Kyrkan ersätts på 1300- och 1400-talet av en kyrka i sten. Denna kyrka revs 1815-1816 men tornet bevarades. Den nya, mycket större kyrkan togs i bruk 1876. Kyrkoverksamheten flyttades några kilometer västerut till ett mer centralt läge i dåvarande församlingen.
Utöver den mer utspridde bebyggelsen av Woensel fanns även småorten Vlokhoven, som omnämndes för första gången år 1302, och godset Eckart. Sistnämnda område blev först en del av Woensel år 1820 efter att ha styrts av en friherre under flera århundraden.
På början av 1900-talet började Woensel urbaniseras mer med nybyggnation av bostadsområden till den växande befolkningen. Dåvarande grannkommun Eindhoven hade stor platsbrist och majoriteten av stadsutvecklingen skedde därför i kranskommunerna, bland annat i Woensel. Även Eindhovens järnvägsstation som byggdes 1866 hamnade helt i Woensel. År 1920 slogs Eindhoven ihop med Woensel och fyra andra kranskommuner (Tongelre, Stratum, Gestel och Strijp) för att bygga storkommunen Groot Eindhoven.
Exploateringen blev ännu mer storskalig på 1900-talets andra halvan, när Eindhoven genomgick en snabb utveckling till Nederländernas femte största stad. En stor del av denna utveckling skedde i Woensel, som idag omfattar hälften av alla bostäder och invånare i Eindhoven. Det finns bara några få byggnader och gator kvar från 1800-talet eller tidigare. 

## Administrativ indelning
Sedan 1986 har Woensel delats administrativt i två stadsdelar: Woensel-Zuid i söder med 38 200 invånare år 2017 och Woensel-Noord i norr med 64 800 invånare. Detta för att skapa en jämnare fördelning mellan stadens (nu) sju stadsdelar, även om Woensel-Noord fortfarande omfattar nästan en tredjedel av befolkningen. Stadsdelarna omfattar 3 respektive 4 delområden och 16 respektive 21 grannskap. Grannskapet som omfattar kyrkbyn Acht anses som en egen tätort i Woensel. Man använder en annan definiering av tätort i Nederländerna och i praktiken har byn vuxit ihop med storstaden Eindhoven.
- Wikimedia Commons har media som rör Woensel.